# The Clockwork Rocket
The Clockwork Rocket (englisch für Die Uhrwerk-Rakete) ist ein Hard-Science-Fiction-Roman des australischen Schriftstellers Greg Egan und der erste Teil der Orthogonal-Trilogie. Der Roman wurde von Night Shade Books am 1. Juli 2011 mit einem Artwork von Cody Tilson und von Gollancz am 15. September 2011 mit einem Artwork von Greg Egan veröffentlicht. Der Roman beschreibt die Bedrohung der Heimatwelt einer fremden Zivilisation durch heranrasende Meteoriten (welche eine komplett andere Richtung als Zeit wahrnehmen) und die Umsetzung eines ungewöhnlichen Planes: An Bord eines hinausfliegenden Generationenraumschiffes soll über viele Jahre hinweg die notwendige Technologie zur Abwehr entwickelt werden, während zugleich auf der Heimatwelt aufgrund von Zeitdilatation nur wenige Jahre vergehen. Ermöglicht wird das durch komplett andere Gesetze für Raum und Zeit in diesem Universum, in welchem diese die gleiche statt verschiedene Signaturen haben (also das Vorzeichen der Signatur der Zeit umgekehrt wird), oder welches alternativ durch eine Riemannsche statt Lorentzsche Mannigfaltigkeit beschrieben wird. Die Veränderungen des verkehrten Vorzeichens auf einige der für den Roman notwendigen Konzepte der Physik, wie etwa Zeitdilatation und Strahlung, beschreibt Greg Egan dabei sowohl mit Diagrammen im Roman als auch auf seiner Webseite. Die Geschichte wird in The Eternal Flame und The Arrows of Time fortgesetzt.

## Handlung
Als Yalda drei Jahre alt ist, begleitet sie ihren Großvater Dario zur Erholung in den Wald, doch stattdessen stirbt dieser. Im folgenden Frühling beobachtet sie eine Sternschnuppe im Himmel. Als Yalda zwölf Jahre alt ist, lernt sie in der Schule von den Grundprinzipien der Physik, insbesondere denen des Lichtes, welche darauf führen, dass Raum und Zeit absolut gleichwertig sind. Im folgenden Sommer beobachtet sie mehrere Sternschnuppen am Himmel. Als Yalda erwachsen ist und eine Karriere in der Physik eingeschlagen hat, studiert sie Licht sowie insbesondere die seltsamen und inzwischen als „Raser“ bekannten Erscheinungen, welche alle aus der gleichen Richtung in ihr Sternensystem vordringen, jedoch zu verschiedenen Zeiten. Yalda überlegt, dass die Rollen für die Raser vertauscht sind, weshalb für diese ein ganzes über den Raum verteiltes Cluster das System zur gleichen Zeit erreicht, also deren Richtung der Zeit orthogonal (senkrecht) zu ihrer eigenen steht. Ihre Heimatwelt wird nun durch die Ankunft der Raser bedroht und könnte durch eine drohende Kollision komplett zerstört werden.
Eine ungewöhnliche Reaktion auf diese Krise wird von Eusebio vorgeschlagen, einem Studenten von Yalda. Die Entwicklung der notwendigen Technologien würde zu viel Zeit dauern, daher muss ein Generationenschiff in die Leere geschickt werden und sich relativistische Effekte zunutze machen, um die notwendige Zeit anderweitig zu finden. Während der Beschleunigungs- und Abbremsphasen wird Zeit auf der Heimatwelt vergehen, aber der am orthogonalen Cluster und der Geschwindigkeit der Raser ausgerichtete Teil der Reise wird von der Heimatwelt als reine Raumdimension wahrgenommen, verläuft also in orthogonale Richtung. Yalda merkt an, dass die größten bisher gebauten Raketen wesentlich kleiner sind. Eusebio hat dies berücksichtigt: Da der nahe Mount Peerless aus sehr harten Sonnenstein besteht, lässt sich dieser in die benötigte Rakete umwandeln. Der Plan beinhaltet, den gesamten Berg in den Himmel zu sprengen.
Eusebio führt auf Mount Peerless die ersten Experimente durch, um Sonnenstein von der Welt zu schießen und sprengt schließlich erfolgreich ein Stück in den Orbit um ihre Sonne. Yalda erhält derweil einen Brief von ihrer Schwester Lucia, in welchen diese sie über ihre Entscheidung informiert, eine Mutter zu werden, was durch die Art der Fortpflanzung ihrer Art ihren Tod zur Folge hat. Yalda und Eusebio reisen durch verschiedene Städte, um Unterstützung für ihren Plan zu bekommen. Yalda trifft Benedetta, mit welcher sie ein Gespräch darüber führt, dass der Kurs der Rakete in ihre eigene Vergangenheit führt, woraus sich auf Determinismus in ihrem Universum schließen lässt. Dabei stellt sich die Frage, ob ihre bereits feststehenden Handlungen überhaupt relevant sind. Yalda kann Benedetta davon überzeugen, welche daraufhin entscheidet, die erste Passagierin zu sein. In der Nacht beobachten Yalda und Eusebio die Zerstörung der Zwillingsplaneten Gemma und Gemmo in ihrem eigenen System durch einen der Raser. Dieses katastrophale Ereignis führt zu massiver Unterstützung für ihren Plan und die Vorbereitungen von Mount Peerless beginnen.
Fünf Jahre später ist die Arbeit fast beendet, aber die Peerless verfügt aufgrund von Sicherheitsbedenken und der eingeschränkten Lebensqualität an Bord immer noch nicht über eine ordentliche Besatzung. Selbst für viele, die an der Rakete arbeiten, ist es verlockender, einfach auf der Heimatwelt für ihre Rückkehr mit extrem fortschrittlicher Technologie in vier Jahren zu warten. Benedetta hat Raumsonden hinausgeschickt, welche die Raser untersucht haben und deren Richtung der Zeit bestimmt haben, die nicht perfekt orthogonal auf die ihrer Heimat steht. Glücklicherweise reist die Peerless zuerst in die Zukunft des orthogonalen Clusters, was bestimmte Probleme mit Kausalität in die Rückkehrreise in ihre eigene Vergangenheit schiebt. Benedetta plant daraufhin, eine Rakete aus Sonnenstein zu testen und die Arbeiter von deren Sicherheit zu überzeugen, stattdessen stirbt sie dabei sinnlos. Eusebio erzählt Yalda, dass er nicht bei der Reise teilnehmen, sondern auf der Heimatwelt zurückbleiben wird, um für den Aufbruch eines weiteren Generationenschiffes zu kämpfen, sollte die Peerless scheitern und nicht in vier Jahren zurückkehren.
Nachdem die Peerless aufgebrochen ist und ins orthogonale Cluster vorgedrungen ist, wird die Besatzung mit dem ersten großen Problem konfrontiert: Die Pflanzen scheinen nur unter dem Einfluss von Gravitation zu wachsen, welche nach der Beschleunigungsphase nicht weiter vorhanden ist. Es beginnt die Konstruktion von Antrieben, um die Peerless in Rotation zu versetzen und künstliche Gravitation zu erzeugen. Währenddessen brauchen Yalda und andere weibliche Individuen langsam die Vorräte von Holin auf, einer Droge, welche ihre spontane Reproduktion verhindert und mit zunehmendem Alter in höheren Dosen benötigt wird. Yalda benötigt daher eine weitaus höhere Dosis als jüngere weibliche Individuen, was sie über ihren Beitrag zu dieser Reise reflektieren lässt und wie sie sich der Illusion hingab, deren Ende zu erleben. Yalda erkennt, dass die Reise nun in den Händen der nächsten Generation liegt, welcher sie während der Beschleunigungsphase bereits alles beigebracht hat, daher entscheiden sie und die älteren weiblichen Individuen sich bewusst für die Reproduktion. Yalda gibt das Kommando über die Peerless ab und paart sich mit Nino, welcher während der Konstruktion der Peerless spioniert und daraufhin gefangen gehalten wurde. In ihren letzten Momenten denkt sie über das Leben ihrer Kinder nach, welches nun vor ihnen liegt.

## Hintergrund (Literatur)
Da Greg Egan sich in Japan großer Beliebtheit erfreut, wurde der Roman von Hayakawa Publishing unter dem Titel クロックワーク・ロケット (kurokkuwāku roketto, direkte Transkription des englischen Originaltitels in Katakana) im Jahr 2015 auf Japanisch veröffentlicht. Die Übersetzung stammt von Makoto Yamagishi (山岸真) und Toru Nakamura (中村融).
Der Roman war für den Locus Award im Jahr 2012 als bester Science-Fiction-Roman nominiert und erreichte den 13. Platz. Der Roman war ebenso für den Goodreads Choice Award im Jahr 2011 für Science-Fiction nominiert gewesen.
Parallel zur für die Handlung grundlegenden Riemannschen Geometrie widmet Greg Egan ebenfalls viel Aufmerksamkeit der Adaption und Spiegelung von wohlbekannten Debatten und Konflikten aus menschlichen Gesellschaften in der außerirdischen Gesellschaft, darunter soziale Normen, Traditionen, Vorurteile und Ungleichheit sowie Geschlechterrollen und Feminismus: Die Außerirdischen im Roman können ihre Gestalt ändern (etwa neue Arme oder Beine ausfahren). Sie reproduzieren sich, indem ein männliches und weibliches Individuum ihre Körper verbinden und das männliche Individuum ein Lichtsignal an das weibliche Individuum überträgt, sodass dieses sich in zwei Paare an Kindern aufteilt und dadurch stirbt (was insbesondere bedeutet, dass eine Vergewaltigung das gleiche wie ein Mord ist). Das zurückbleibende männliche Individuum zieht die beiden Paare an Kindern anschließend groß. In einem solchen Paar ist ein Kind männlich und ein Kind weiblich. Beide werden der/die „Ko“ des jeweils anderen genannt und sie tragen ähnliche Namen, wobei der einzige Unterschied die männliche Endung „o“ und die weibliche Endung „a“ sind. Traditionsgemäß soll ein weibliches Individuum sich mit ihrem männlichen Ko paaren, doch muss es nicht unbedingt. Selten wird ein Kind (wie Yalda) ohne Ko geboren (etwa durch Absorption während der Geburt) und „Solo“ genannt, welche als seltsam angesehen und ausgestoßen werden. Da weibliche Individuen durch Teilung in vier Kinder gebären, sind sie größer als männliche Individuen und erledigen daher nahezu alle Schwerstarbeiten. Von der Gesellschaft werden sie auch nicht als komplett selbstbestimmend über ihren eigenen Körper angesehen und nicht die Gründung einer Familie zu verfolgen (wie Yalda) wird als unangebracht gesehen.

## Hintergrund (Mathematik)
Die Beschreibung des Kurses der Peerless sowie der Untersuchung von Licht im Roman basiert auf Riemannscher Geometrie sowie Riemannscher Elektrodynamik und wird von Greg Egan auf seiner Webseite beschrieben.

## Kritik
David Brin, Gewinner des Hugo and Nebula Awards für Earth and Existence, meint, Greg Egan sei ein Meister der alternativen „Was wenn?“-Science-Fiction („Greg Egan is a master of 'what-if' science fiction“). Seine Charaktere arbeiten die Auswirkungen und Ergebnisse während ihres Kampfes ums Überleben heraus („characters work out the implications and outcomes as they struggle to survive and prevail“), wobei er dabei die originellsten Außerirdischen seit den Tines von Vernor Vinge präsentiert („the most original alien race since Vernor Vinge’s Tines“).
Jerry Oltion, Gewinner des Nebula Award für Abandon in Place, meint, für gewöhnlich würden Menschen bei einem Vorzeichenwechsel nur die Mathematik erneut durchgehen, während Greg Egan das gesamte Universum neu durchgeht („when most people switch a minus sign for a plus, they re-do the math. Egan re-does the entire universe“).
Stefan Raets schreibt auf on tor.com, dass Greg Egan großartige Dinge tue („does great things“) wie die Entwicklung einer kompletten Gesellschaft („extrapolating an entire society“) mit äußerst fremdartigen Aliens („very alien alien[s]“). Er meinte, das dies wohl der härteste von ihm je gelesene Science-Fiction-Roman sei („novel is probably the hardest hard science fiction novel I’ve ever read“) und dass Greg Egan einige wirkliche althergebrachte Wunderlichkeiten erschaffe („creates some real, old-fashioned sensawunda“).
Karen Burnham schreibt in der New York Review of Science Fiction, dass die Konsequenzen dieser kleinen Änderungen (gemeint ist der Vorzeichenwechsel in der Metrik) sich fantastisch auf das Worldbuilding auswirken („the consequences of this “minor” change rebound fantastically throughout the world building“).
Michael Levy schreibt in Strange Horizons, dass Egans Methode gewissermaßen an die plumpen Infodumps aus der Gernsback-Ära erinnern, aber einen entscheidenden Unterschied haben. Im Gegensatz zu den typischen Autoren der Gernsback-Ära weiß Egan genau, was er tut. („In some ways Egan's method is reminiscent of the clumsy infodumps found in science fiction of the Gernsback era, but there's a key difference here. Unlike the typical Gernsback-era writer, Egan knows exactly what he's doing.“) Bezüglich der Konstruktion der Rakete legt der Roman viel Aufmerksamkeit auf vizersale Angelegenheiten („a great deal of attention paid to more visceral matters“) und die Physik ist ausgesprochen schwer, sodass die Dutzenden Diagramme und Gleichungen einige Leser abschrecken könnten, doch andere sie sicherlich endlos fesselnd finden werden („decidedly heavy and the dozens of diagrams and equations will be off-putting to some readers, but others, I'm sure, will find them endlessly engaging“).
Eine französische Kritik von Éric Jentile wurde im Magazin Bifrost, #88 im Oktober 2017 veröffentlicht.

## Referenzen
1. ↑  Greg Egan: The Clockwork Rocket. Night Shade, 2011, ISBN 978-1-59780-227-7 (englisch, skyhorsepublishing.com).
2. ↑  Greg Egan: The Clockwork Rocket. Gollancz, 2011, ISBN 978-0-575-09515-1 (englisch, gollancz.co.uk).
3. ↑  Title: The Clockwork Rocket. Abgerufen am 27. Dezember 2023 (englisch).
4. ↑  Greg Egan: Orthogonal. 7. Juni 2010, abgerufen am 11. August 2023 (englisch).
5. ↑  Greg Egan: The Eternal Flame. Night Shade, 2012, ISBN 978-1-59780-293-2 (englisch, skyhorsepublishing.com).
6. ↑  Greg Egan: The Eternal Flame. Gollancz, 2013, ISBN 978-0-575-10573-7 (englisch, gollancz.co.uk).
7. ↑  Title: The Eternal Flame. Abgerufen am 27. Dezember 2023 (englisch).
8. ↑  Greg Egan: The Arrows of Time. Gollancz, 2013, ISBN 978-0-575-10579-9 (englisch, gollancz.co.uk).
9. ↑  Greg Egan: The Arrows of Time. Night Shade, 2014, ISBN 978-1-59780-487-5 (englisch, skyhorsepublishing.com).
10. ↑  Title: The Arrows of Time. Abgerufen am 27. Dezember 2023 (englisch).
11. ↑  クロックワーク・ロケット. Abgerufen am 27. Dezember 2023 (englisch).
12. ↑  SFエンタテインメントの新叢書 新☆ハヤカワ・SF・シリーズ. Abgerufen am 27. Dezember 2023 (japanisch).
13. ↑  Greg Egan: Greg Egan Bibliography. 25. Oktober 1997, abgerufen am 16. Oktober 2023 (englisch).
14. ↑  Locus Awards 2012. Abgerufen am 22. August 2023 (englisch).
15. ↑  Best Science Fiction. Abgerufen am 22. August 2023 (englisch).
16. ↑  Greg Egan: Orthogonal: Geometry and Motion. 6. April 2011, abgerufen am 30. August 2023 (englisch).
17. ↑  Greg Egan: Orthogonal: Riemannian Electrodynamics. 6. April 2011, abgerufen am 30. August 2023 (englisch).
18. 1 2 3  The Arrows of Time: Orthogonal Book Three: 3 (Orthogonal, 3) - Hardcover. Abgerufen am 22. August 2023 (englisch).
19. ↑  Stefan Raets: Reimagining the Laws of Physics: Greg Egan’s The Clockwork Rocket. 8. Juli 2011, abgerufen am 22. August 2023 (englisch).
20. ↑  Karen Burnham: Free Will in a Closed Universe: Greg Egan’s Orthogonal Trilogy. In: New York Review of Science Fiction. 13. April 2014, abgerufen am 4. Mai 2016.
21. ↑  Michael Levy: The Clockwork Rocket by Greg Egan. 2. April 2012, abgerufen am 25. Dezember 2023 (englisch).
22. ↑  Title: The Clockwork Rocket. Abgerufen am 27. Dezember 2023 (englisch).